# クソ野郎と美しき世界
『クソ野郎と美しき世界』（クソやろうとうつくしきせかい）は、2018年4月6日公開の日本映画。

## 概要
元SMAPの稲垣吾郎、草彅剛、香取慎吾が出演する4本の短編からなるオムニバス映画。
タイトルに掛け、全国86（野郎）館にて2018年4月6日から2週間限定で公開された。動員数は、初日舞台挨拶で掲げていた目標の15万人を大きく上回り、4月19日までの累計で28万21人を記録した。
4月20日に「ユーチューバー 草彅チャンネル」で行われたYouTube Live配信にて、第2弾の製作決定が発表された。
稲垣、草彅、香取がレギュラー出演するAbemaTV『7.2 新しい別の窓』では本映画をセルフパロディしたコントが配信されている。配信第2回では「ピアニストを撃つな！」を元ネタとした「糞野郎と美しき指使い」が、第3回では「光へ、航る」を元ネタとした「ノンストップノーリアクションシネマ 刺激へ、抗う」が配信された。

## EPISODE.01「ピアニストを撃つな！」

### キャスト
- 大門（マッドドッグ）：浅野忠信
- ジョー：満島真之介
- フジコ：馬場ふみか
- でんでん
- 神楽坂恵
- 野崎萌香
- マコ：冨手麻妙
- スプツニ子!
- ゴロー：稲垣吾郎

### スタッフ
- 監督＆脚本：園子温

## EPISODE.02「慎吾ちゃんと歌喰いの巻」

### キャスト
- 歌喰い：中島セナ（新人）
- 尾野崎：古舘寛治
- 慎吾ちゃん：香取慎吾
- 尾野崎マネジャー：川上友里
- 刑事C：橋本淳

### スタッフ
- 監督＆脚本：山内ケンジ

## EPISODE.03「光へ、航る」

### キャスト
- 裕子：尾野真千子
- 新井浩文
- 健太郎
- 山城智二
- 大西武志
- オサム：草彅剛

### スタッフ
- 監督＆脚本：太田光

## EPISODE.04「新しい詩（うた）」

### キャスト
- クソ野郎★ALL STARS
- 池田成志

### スタッフ
- 監督＆脚本：児玉裕一

## スタッフ
- 企画：多田琢、山崎隆明、権八成裕
- 製作・宣伝：新しい地図
- 制作：ギークサイト
- 配給協力：キノフィルムズ